# 2 de abril de 1867. Entrada del general Porfirio Díaz a Puebla
2 de abril de 1867. Entrada del general Porfirio Díaz a Puebla es una obra de Francisco de Paula Mendoza que se conserva en el Museo Soumaya de la Ciudad de México y en el Museo Nacional de Historia. Retrata al entonces general que comandó las tropas mexicanas tras la victoria sobre el ejército francés en la Toma de Puebla. 

## Contexto
Junto a Ignacio Beléndez, Francisco de Paula Mendoza fue un pintor de renombre en la segunda mitad del siglo XIX en México, quien dedicó parte de su obra tanto a temas militares como a los protagonistas de escenas bélicas El periodo de mayor actividad de este autor coincide con el declive político de Díaz.
El Estado mexicano encargó una serie de cuadros dedicados a las glorias militares de Porfirio Díaz. Esta pintura realizada en 1902 que conserva el Museo Soumaya es la primera versión de la entrada de Díaz a Puebla. Fue encargada por Bernardo Reyes como un obsequio para el entonces presidente. En 1904 Francisco de Paula Mendoza realizó una segunda versión de mayores dimensiones y alojada en la colección del Museo Nacional de Historia Castillo de Chapultepec, en la que buscó enaltecer la figura de Díaz con un lienzo superior a otras obras existentes sobre el tema como la de Manuel Prieto. Otras obras del autor sobre este ciclo son Batalla de Miahuatlán (1906) y Batalla de la Carbonera (1910). Con este género de pintura, el arte mexicano abordó un tema inédito.

La obra fue recibida con sumo éxito por el general Díaz, de tal modo que a mi abuelo le fue solicitada en 1905 otra versión en mayor formato que es la que actualmente se encuentra en propiedad del Instituto Nacional de Antropología e Historia
Francisco de Paula  Mendoza Hartmann, nieto del pintor

La obra fue presentada en una galería del Hotel Jardín de la Ciudad de México.

## Descripción
La escena retrata la entrada triunfal de las tropas mexicanas a Puebla al mando de Porfirio Díaz, que ocupan la plaza principal de la ciudad por la bocacalle de la contemporánea avenida de Reforma. El mismo autor de la obra se retrató en ella con un pañuelo blanco con el que saluda al general Díaz. La iluminación de día no corresponde con las crónicas que narran que la plaza había sido tomada alrededor de las 3:30 de la madrugada .

Un soldado yace en una enorme mancha de roja sangre y cerca de él, con la fidelidad que estos animales consagran a sus dueños, un perro, de raza corriente, lame cariñosamente las heridas de su amo.
Revista Argos del 3 de abril de 1904